# Diospyros mafiensis
Diospyros mafiensis är en tvåhjärtbladig växtart som beskrevs av Frank White. Diospyros mafiensis ingår i släktet Diospyros och familjen Ebenaceae. Inga underarter finns listade i Catalogue of Life.